# Bernie Parent
Bernard Marcel Parent (Montréal, 3 aprile 1945) è un ex hockeista su ghiaccio canadese che giocava nel ruolo di portiere, noto per la sua lunga militanza con i Philadelphia Flyers, con cui ha vinto per due volte la Stanley Cup. Nelle stagioni 1973-74 e 1974-75, segnate dalla conquista dei due titoli, Parent vinse anche due Vezina Trophy e due Conn Smythe Trophy, totalizzando oltre 30 shutout. La sua maglia numero 1 fu ritirata dai Flyers e nel 1984 entrò a far parte della Hockey Hall of Fame.

## Carriera
Parent giocò a livello giovanile per due stagioni con i Niagara Falls Flyers nella Ontario Hockey Association; proprio con i Flyers vinse nel 1965 la Memorial Cup. Quello stesso anno debuttò fra i professionisti nell'organizzazione dei Boston Bruins, formazione partner dei Niagara Falls Flyers. Nelle due stagioni successive debuttò in National Hockey League disputando 57 partite, oltre a 17 presenze con il farm team degli Oklahoma City Blazers in Central Hockey League.
Rimasto senza contratto nel 1967 Parent fu selezionato durante l'NHL Expansion Draft dai Philadelphia Flyers, una delle sei nuove franchigie iscritte alla NHL. Nella stagione inaugurale Parent si alternò come portiere titolare a Doug Favell, altro giocatore cresciuto con i Bruins. Nelle stagioni successive Parent conquistò il ruolo di partente giocando oltre 60 partite a stagione.
Dopo alcuni anni nel febbraio del 1971 i Flyers scambiarono Parent con i Toronto Maple Leafs con la speranza di rafforzare il proprio settore offensivo. Nella stagione e mezza trascorsa a Toronto ebbe la possibilità di giocare con il proprio idolo da bambino, l'ormai quarantaduenne Jacques Plante. Proprio grazie a Plante e ai suoi insegnamenti Parent poté affinare la propria tecnica acquisendo inoltre esperienza nei playoff.
Rimasto senza contratto al termine della stagione 1971-72 Parent fu il primo giocatore della NHL a firmare per una squadra della neonata World Hockey Association, i Miami Screaming Eagles.  A causa di problemi societari la squadra dovette trasferirsi e assunse il nome di Philadelphia Blazers. Parent guidò la squadra fino ai playoff ma a causa di uno screzio con il proprietario espresse il desiderio di ritornare subito in NHL con una squadra diversa da Toronto. Nell'estate del 1973 fece ritorno ai Flyers in cambio dell'ex collega Favell e di una prima scelta al Draft.
Nelle due stagioni dopo il suo ritorno a Philadelphia Parent giocò il miglior hockey della propria carriera: nella stagione 1973-74 giocò 73 partite su 78 in stagione regolare guidando la lega con una media di 1,89 gol subiti a gara e 12 shutout e vincendo il Vezina Trophy insieme a Tony Esposito. I Flyers avanzarono nei playoff fino alla finale conquistando la Stanley Cup contro i Bruins e Parent fu scelto come MVP dei playoff ricevendo il Conn Smythe Trophy. Nella stagione successiva Parent raccolse altri 18 shutout e bissò i titoli del Vezina e del Conn Smythe Trophy, oltre a vincere un'altra Stanley Cup contro i Buffalo Sabres.
Nella stagione 1975-1976 Parent giocò solo 11 partite a causa di un grave infortunio alla schiena che condizionò il resto della sua carriera. Quell'anno fu sostituito come titolare da Wayne Stephenson, ma i Flyers dovettero chinarsi di fronte ai Montreal Canadiens nella terza finale consecutiva giocata da Philadelphia. Negli anni successivi Parent iniziò ad accusare alcuni problemi senza riuscire più a ripetere le prestazioni degli anni passati.
Il 17 febbraio 1979 la carriera di Parent si interruppe bruscamente a causa di un grave infortunio all'occhio patito contro i New York Rangers; un bastone vagante centrò il buco nella maschera in plexiglas di Parent rendendono temporaneamente cieco. Dopo due settimane di cecità totale Parent iniziò a tornare a vedere ma non poté più giocare a hockey concludendo la propria carriera a soli 34 anni. Il suo infortunio fu determinante per la diffusione delle nuove maschere da portiere con una gabbia di ferro a proteggere il viso e la maschera. Nell'ottobre di quell'anno la sua maglia fu ritirata, mentre nel 1984 entrò a far parte dell'Hockey Hall of Fame.

## Palmarès

### Club
- Stanley Cup: 2

Philadelphia: 1973-1974, 1974-1975
- Memorial Cup: 1

Niagara Falls: 1965

### Individuale
- Hockey Hall of Fame: 1

1984
- Conn Smythe Trophy: 2

1974, 1975
- Vezina Trophy: 2

1973-1974, 1974-1975
- NHL First All-Star Team: 2

1973-1974, 1974-1975
- NHL All-Star Game: 5

1969, 1970, 1974, 1975, 1977
- WHA Second All-Star Team: 1

1972-1973